# Hoco caranú

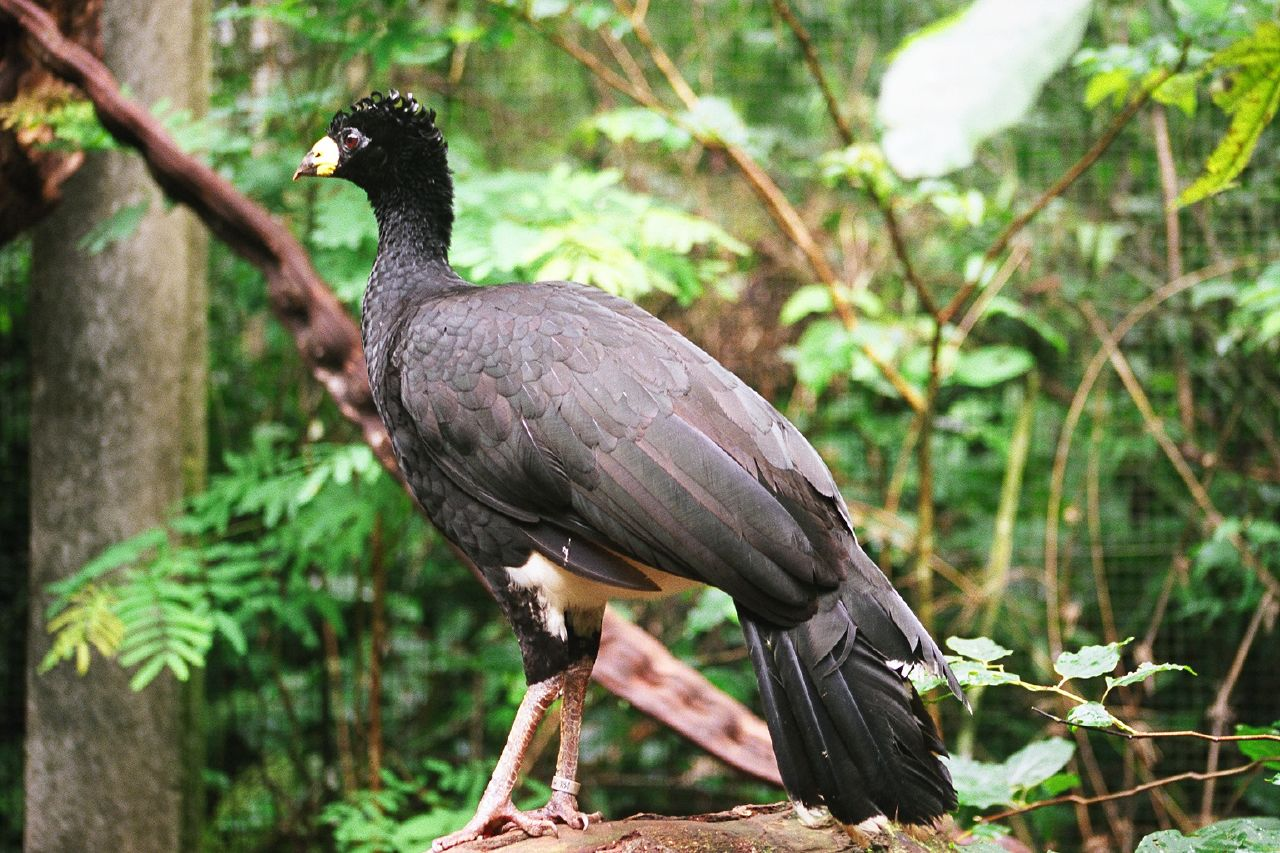
Mascle

L'hoco caranú (Crax fasciolata) és una espècie d'ocell de la família dels cràcids (Cracidae) que habita la selva humida i boscos galeria del nord, centre i sud-oest del Brasil, est de Bolívia, el Paraguai i nord-est de l'Argentina.

## Descripció
L'hoco caranú és un ocell gros que arriba a una longitud de 82 a 92 centímetres. Els sexes difereixen en aparença. El mascle té les parts superiors negres lleugerament brillants de color verdós-oliva, amb la cara sense plomes, pell nua groguenca, una petita cresta negra i parts inferiors blanques. La femella, en canvi, té el cap, la gola, el coll i el mantell superior negres, i una cresta barrada blanca i negra. La resta de les parts superiors són de color verdós-negre barrades de blanc o ocre. La cua és negra i té la punta blanca o ocre i les parts inferiors són negres amb barres ocres al pit, que es tornen pàl·lides fins al ventre groguenc o ocre. La pell facial de les femelles és negrós.

## Comportament
L'hoco caranú viu en boscos humits, semicaducifolis i de galeria, sovint a prop dels límits del bosc. S'alimenta principalment de fruita, però també menja llavors, flors i petits invertebrats. La cria té lloc a l'estiu a la part sud de la seva àrea de distribució, i els nius són plataformes de pals als arbres.

## Estat
L'hoco caranú té una àmplia distribució i és força nombrós en algunes parts de la seva àrea de distribució; tanmateix, està subjecte a la caça i a la destrucció del seu hàbitat i és probable que la població total estigui disminuint força ràpidament. La Unió Internacional per a la Conservació de la Natura ha avaluat el seu estat de conservació com a "vulnerable".

## Subespècies
S'han descrit tres subespècies:
- C. f. fasciolata (von Spix, 1825) - del nord-est de l'Argentina, Paraguai i centre i sud-oest de Brasil.
- C. f. grayi (Ogilvie-Grant, 1893) - Bolívia oriental.
- C. f. pinima (Pelzeln, 1870) - Brasil nord-oriental.

Segons algunes classificacions modernes com ara HBW Alive 2017, l'última de les subespècies és en realitat una espècie diferent: Hoco de Belém (Crax pinima).